# Aplysina hirsuta
Aplysina hirsuta är en svampdjursart som beskrevs av Hyatt 1875. Aplysina hirsuta ingår i släktet Aplysina och familjen Aplysinidae. Inga underarter finns listade i Catalogue of Life.